# Marchese di baldacchino
Marchesi di baldacchino ("marchiones ab auleo vulgo di baldacchino") era la denominazione che nel Seicento veniva consuetudinariamente attribuita, inizialmente, ai marchesi romani godenti di un feudo con effettiva giurisdizione.
Successivamente (circa due secoli dopo) tale locuzione venne usata per indicare quei marchesi che dal cerimoniale della Corte pontificia erano considerati più influenti degli altri marchesi: i marchesi di baldacchino, pertanto, ricevevano lo stesso trattamento e le stesse precedenze dei principi e duchi romani.

## Storia
Non esiste una precisa formulazione giuridica dei requisiti necessari per il titolo, trattandosi di un'equiparazione essenzialmente morale e sociale alle maggiori famiglie della nobiltà romana. Com'è noto, l'unico diritto riconosciuto dalla legislazione nobiliare del Regno d'Italia è quello del trattamento di don (art. 39, 2° comma lett. B dell'Ordinamento del 1943) che menziona genericamente le famiglie marchionali romane cosiddette di Baldacchino nella stessa norma che riguarda le famiglie principesche e ducali. Secondo il noto studioso avv. prof. Aldo Pezzana, Presidente emerito del Consiglio di Stato, possono essere ritenute discriminanti le seguenti caratteristiche:
- importanza storica e sociale della famiglia
- posizione nel patriziato romano ("patrizi romani coscritti" nella Bolla Urbem Romam del 1746)
- possessi feudali
- cardinali esistiti nella famiglia
- alleanze matrimoniali con famiglie principesche e ducali
- grandi cariche ereditarie nella Corte Pontificia (es. "Cavallerizzo Maggiore di Sua Santità" dei Serlupi Crescenzi, "Foriere Maggiore dei sacri palazzi apostolici" dei Sacchetti, "Vessillifero di S.R.C." dei Patrizi Naro Montoro, tutti compresi nella "Famiglia Pontificia").

La definizione indica in concreto alcune antiche famiglie marchionali romane assimilate ai principi nel trattamento (es. trattamenti di "eccellenza" e "don", quest'ultimo solo ad iniziare dall'800) e nelle precedenze e che hanno tradizionalmente il privilegio di tenere nelle loro sale un baldacchino rosso con poltrona dorata (rivolta verso il muro) per ricevere il Sommo Pontefice (era normale per patrizi romani appartenenti alla "Famiglia Pontificia"), con ai lati l'ombrellino e il cuscino. Gli studiosi della materia, indicati nella bibliografia, individuano concordemente queste famiglie nelle seguenti sei "patrizie romane coscritte" nella Bolla "Urbem Romam": Patrizi Naro Montoro, Theodoli, Sacchetti, Costaguti (per R.D. surrogati dagli Afan de Rivera Costaguti), Serlupi Crescenzi e Soderini, tutte famiglie tuttora esistenti (per i singoli rappresentanti vedi "Annuario della Nobiltà Italiana") . Lo erano anche i marchesi Massimo prima di essere elevati al rango principesco. Storicamente non sono possibili ulteriori surrogazioni.
Nel 1965 scrive testualmente il conte Carlo Cardelli, patrizio romano coscritto e Delegato Granpriorale di Roma dello SMOM (ved. bibliografia): "Six familles avaient recu le privilege de pouvoir elever dans leurs antichambres le "baldacchino" reservè aux familles princieres. Un trône y etait placè -retournè-pour servir dans l'eventualitè d'une visite du Souverain Pontife. Ces familles sont: Dei Cavalieri (eteinte dans les Soderini), Astalli (eteinte dans les Theodoli), Crescenzi (continuèe par les Serlupi), Costaguti (Afan de Rivera), plus tard, Sacchetti".
Già nel 1864 Octavian Blewitt scriveva nella sua pubblicazione "A handbook of Rome and its environs" (ed. J. Murray, Londra, p. XXXIV): "...four families -the Marquises of Patrizzi, Serlupi, Sacchetti and Theodoli -who occupy an intermediate position between the Roman Princes and inferior nobility, under the name of Nobles of the Canopy (Nobili del Baldacchino), from having, amongst other privileges, that of exhibiting the throne of the Princes and Dukes in their antechambers.". E nell'edizione successiva del 1867 John Murray confermava:"...four families — the Marquises of Patrizzi, Serlupi, Sacchetti, and Theodoli — who occupy an intermediate position between the Roman Princes and inferior nobility, under the name of Nobles of the Canopy (" Nobili del Baldacchino"), from having, amongst other privileges, that of placing the feudal throne, with the blue parasol and kneeling cushion of the Princes and Dukes, in their antechambers."
Luigi Borgia cita le seguenti famiglie: Astalli, Biondi, Capranica, Cavalieri, Costaguti, Crescenzi, Falconieri, Massimo, Patrizi, Sacchetti, Serlupi, Theodoli e Soderini  (in Notiziario dell'Associazione Nobiliare Regionale Veneta, 6, 2014 pag.16).
Per quanto riguarda i marchesi Serlupi è documentata nel 1785 l'esistenza in una sala del loro Palazzo di un "baldacchino" sotto il quale era collocato il ritratto del Papa regnante Pio VI (Antologia Romana, 1785, vol. 11, p. 191).